# 唐沢城
もしかして
- 唐沢山城

ではありませんか？